# 上德赖斯
上德赖斯是德国莱茵兰-普法尔茨州的一个市镇。总面积9.00平方公里，总人口876人，其中男性425人，女性451人（2011年12月31日），人口密度97人/平方公里。